# Kamień Śląski
Kamień Śląski (Duits: Groß Stein) is een plaats in het Poolse district  Krapkowicki, woiwodschap Opole. De plaats maakt deel uit van de gemeente Gogolin en telt 1500 inwoners. De inwoners zijn merendeels Silezische Polen.

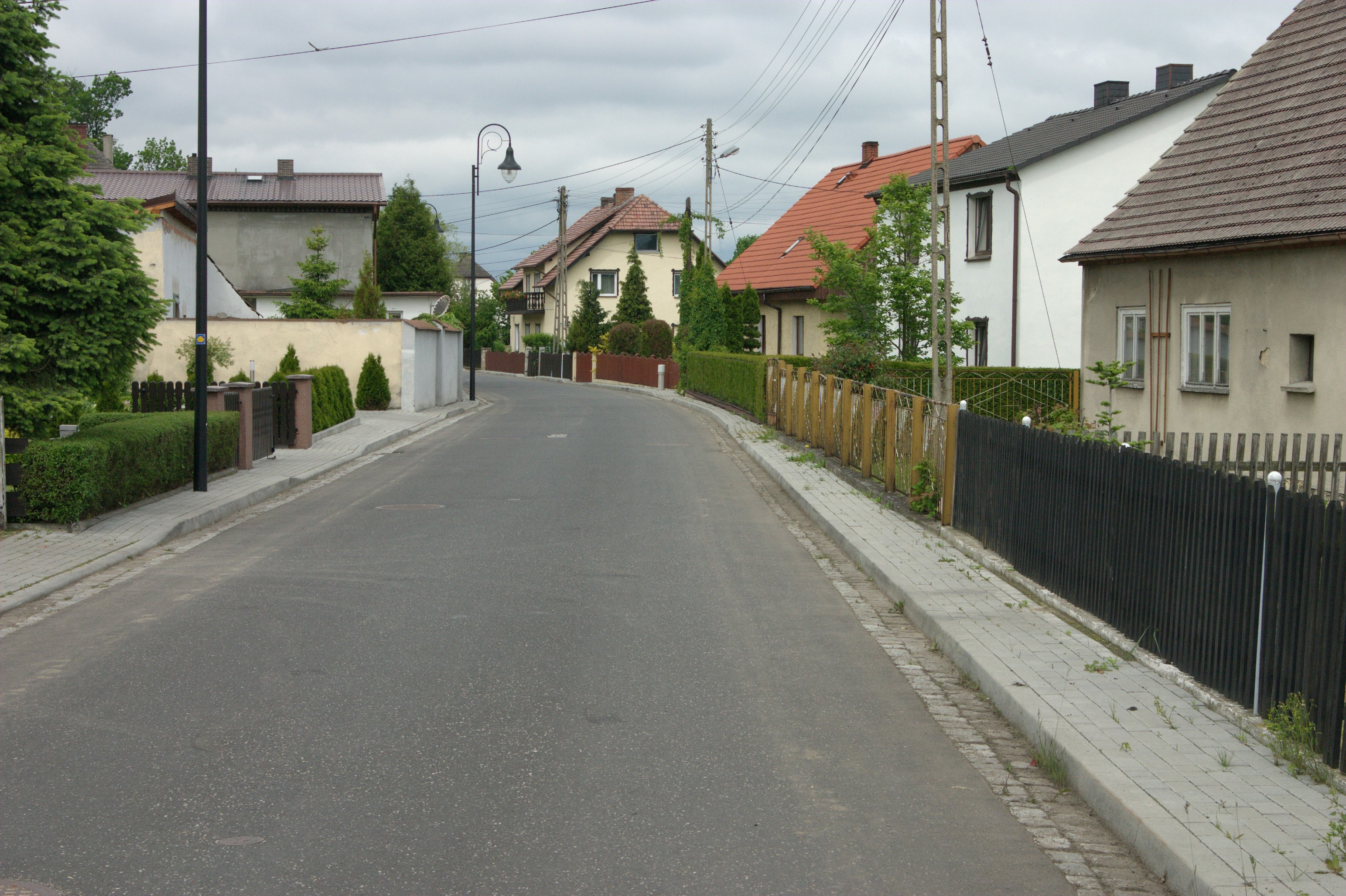
Kamień Śląski
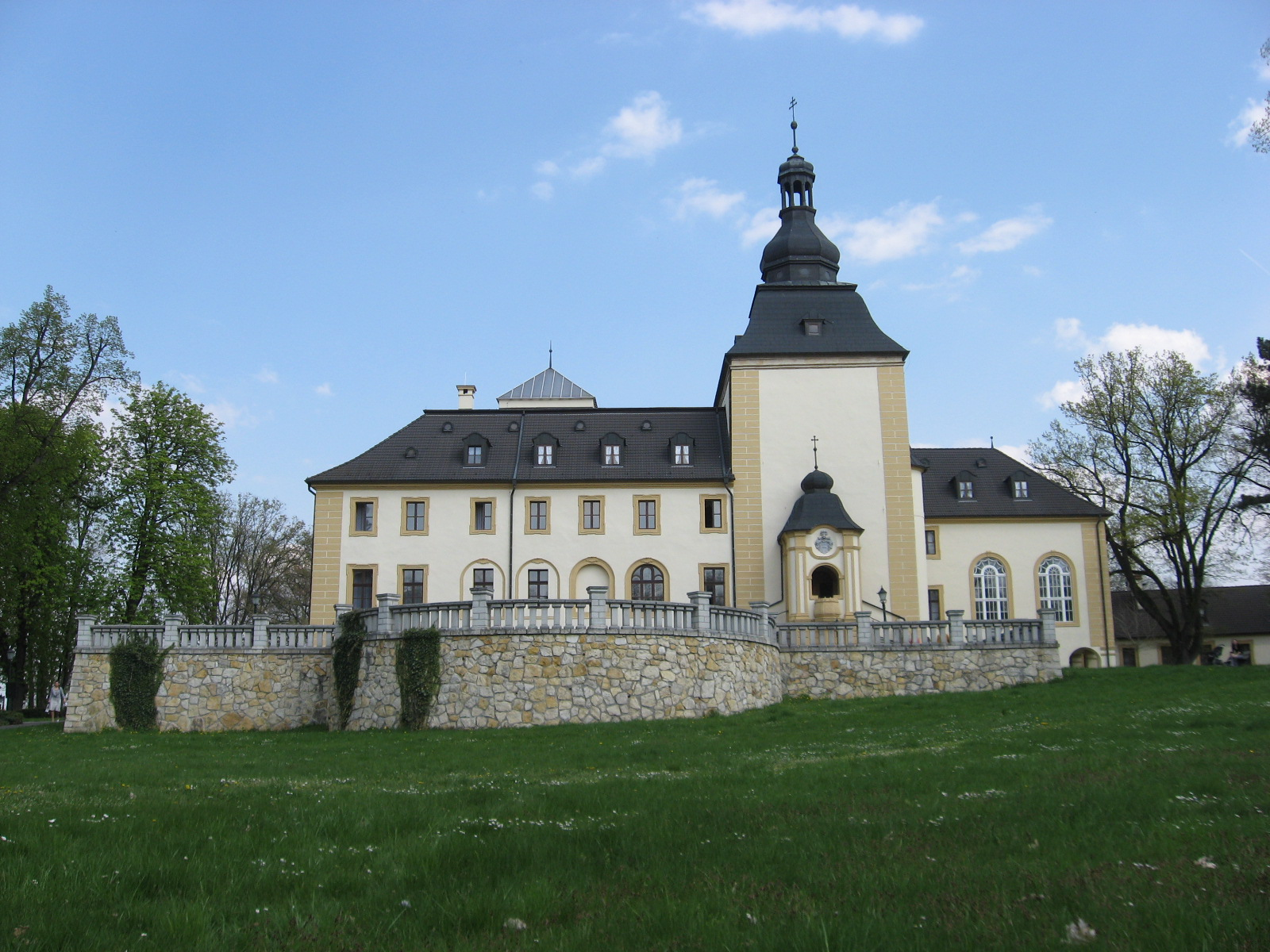
Slot in Kamień Śląski
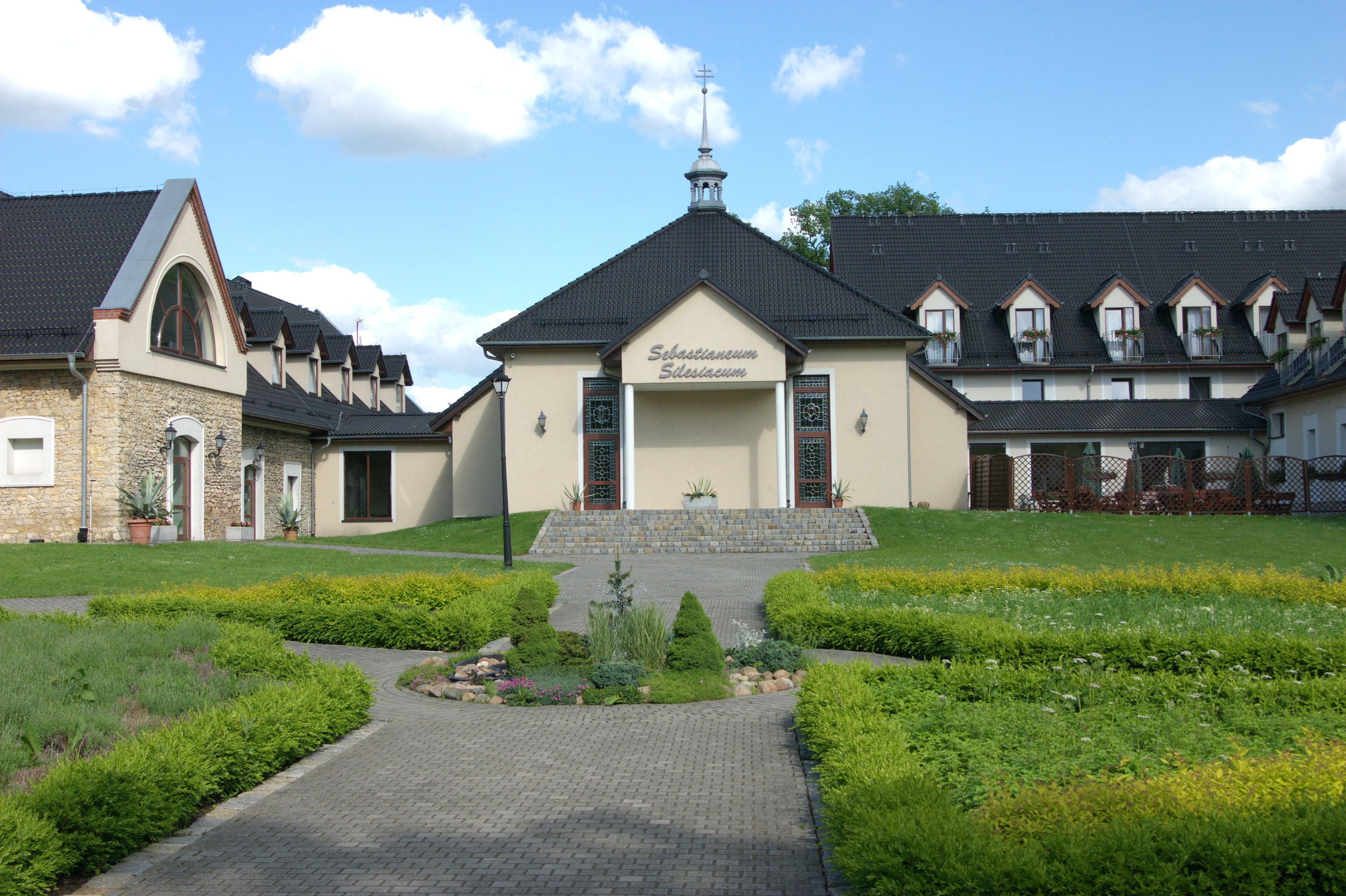
Sanatorium

## Verkeer en vervoer
- Station Kamień Śląski